# Marche des fiertés LGBT de Paris
Pour des articles plus généraux, voir Marche des fiertés en France et LGBT à Paris.
La marche des fiertés LGBT Paris, également connue sous le nom de Paris Pride, est un rassemblement qui se tient chaque année à Paris en juin, pour les personnes lesbiennes, gays, bisexuelles, transgenres ainsi que toutes les personnes se reconnaissant comme LGBTQIA+.

## Historique des marches de fiertés
Les événements à New York (émeutes de Stonewall) et l'atmosphère post-Mai 68 poussent les personnes LGBT à manifester dans les rues. Les organisations LGBT se consolident en France et gagnent en visibilité. Pendant cette période, le terme « homosexuel » est couramment utilisé, tandis que « gay » est peu fréquent et « LGBT » encore moins.
La première marche LGBT en France se déroule en mai 1971, suivant de près celle de New York. Toutefois, aucune autre marche n'est organisée jusqu'en 1973. Pendant cette période, la communauté homosexuelle décide de participer au défilé du 1er mai, cherchant à bénéficier de l'attention des médias malgré la désapprobation de certains syndicats, en particulier la CGT. Cette initiative est menée par le Front homosexuel d'action révolutionnaire (FHAR), qui se transformera plus tard, en 1974, en Groupe de libération homosexuelle (GLH).

### Juin 1977: première marche
La première marche des fiertés à Paris est organisée le 25 juin 1977 par le Mouvement de libération des femmes (MLF) et le Groupe de libération homosexuelle (GLH). Cet évènement marque le début du mouvement pour l'émancipation : 400 personnes manifestent dans les rues de Paris de la place de la République à la place des Fêtes avec la volonté de sortir dans l'espace public. Organiser un tel évènement représente un défi majeur, étant donné que l'homosexualité est encore l'objet de discriminations légales à cette époque.
La manifestation à Paris est une réponse aux menaces contre les homosexuels aux États-Unis. Harvey Milk, récemment élu à l'Assemblée de Californie, luttait contre une proposition permettant de licencier des enseignants homosexuels. À Miami, des protections étaient mises en place pour empêcher la discrimination dans le logement et l'emploi basée sur l'orientation sexuelle. En contraste, la chanteuse folk Anita Bryant menait une campagne anti-homosexuels à la télévision américaine, dirigeant une organisation nommée « Sauvons nos enfants », avec un slogan extrêmement hostile envers les homosexuels.
« Il ne faisait pas très beau... On était à peu près 300. Ce n'était pas énorme » témoigne l'historienne et militante féministe Marie-Jo Bonnet, qui y était. Elle garde cependant le souvenir d'une manifestation joyeuse. Parmi les manifestantes, il y avait un grand nombre d'étudiantes. Elles se réunissaient souvent chez l'une ou l'autre. En outre, elles fréquentaient également le Glife, un café pour femmes et enfants situé rue des Prouvaires aux Halles, qui était un point de rencontre populaire.
Il suffisait qu'un groupe de cinq filles, connues sous le nom de« répondeuses », se réunisse pour diffuser des informations et organiser des rencontres. Parmi elles, Anne-Marie Faure-Fraisse évoque ces moments où elles créaient ensemble des pancartes et banderoles lors de soirées amicales. Ces préparatifs donnaient naissance à des messages qui remettaient en question les standards hétérosexuels et affirmant fièrement leur identité homosexuelle, malgré la peur sous-jacente. Cette marche, caractérisée par une participation majoritairement féminine, soulignait le rôle et la voix des femmes dans le mouvement LGBT.

### Années 1980

#### Élection présidentielle de François Mitterrand

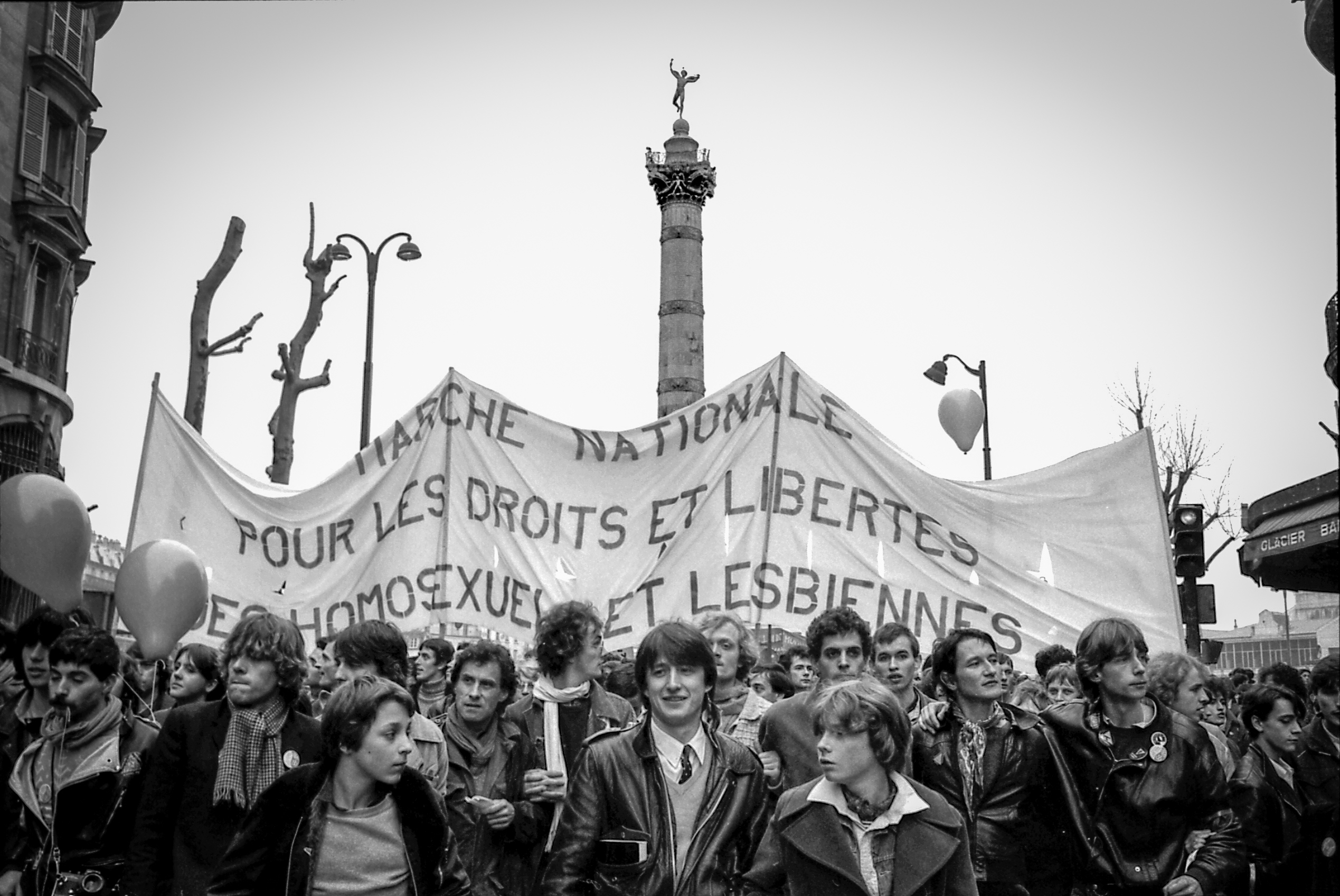
La première « Marche nationale pour les droits et les libertés des homosexuels et des lesbiennes », organisée par le CUARH le 4 avril 1981 à Paris.

Durant les années 1980, « Gay Pride » devient un terme populaire pour la marche annuelle célébrant les droits LGBT+. La Gay Pride de 1981 est souvent citée à tort comme la première en France, bien que des marches aient eu lieu depuis 1977. Cette marche se distingue par sa proximité avec l'élection présidentielle, où François Mitterrand, soutenu par la communauté homosexuelle, est élu et s'engage à mettre fin aux discriminations légales visant les personnes homosexuelles.
Le 4 avril 1981, répondant à l'invitation du Comité d'urgence anti-répression homosexuelle (CUARH), environ 10 000 personnes participent à la manifestation, qui s'étend de la place Maubert au Centre Pompidou. L'objectif des organisateurs est d'influencer les personnalités politiques avant l'élection présidentielle. Parmi les manifestants figurent des personnalités telles que le socialiste Jack Lang, les écrivains Jean-Paul Aron et Yves Navarre, et Fabrice Emaer, propriétaire du club Le Palace. Un gala avec Juliette Gréco a lieu ensuite dans une salle de la Mutualité, comble.
Le 28 avril, François Mitterrand, alors candidat à la présidence, déclare : « Nous n'avons pas à juger les mœurs des autres ». Après son élection, la circulaire Defferre est adoptée, réduisant le fichage basé sur l'orientation sexuelle. Il établit l'âge de la majorité sexuelle à 15 ans pour les personnes homosexuelles, aligné sur celui des personnes hétérosexuels. La brigade spécialisée dans les affaires homosexuelles de la Préfecture de Police est dissoute. De plus, la France cesse de suivre la classification de l'Organisation mondiale de la santé, qui considérait l'homosexualité comme une maladie mentale. Ainsi, sous Mitterrand, une nouvelle ère débute tant pour la communauté homosexuelle que pour la société française dans son ensemble.

#### Les années du sida et la restructuration du territoire homosexuel
La fin des discriminations légales visant l'homosexualité et la Gay Pride de 1982, qui réunit 8 000 personnes, laissent entrevoir un renouveau pour la communauté homosexuelle. Toutefois, 1982 marque aussi un affaiblissement des groupes homosexuels politisés, notamment avec la suppression de la différence d'âge de majorité sexuelle entre hétérosexuels et homosexuels.
Cette période de liberté est cependant éclipsée par la montée du sida. Face à une réponse tardive des autorités sanitaires, la communauté réagit : en 1983, l'association Vaincre le Sida est créée, suivie par Aides en 1984 et Arcat-Sida en 1985. Les parades annuelles de juin, durant les années 1980, deviennent des rassemblements incluant des groupes luttant contre l'homophobie et le sida.
Les années suivantes, ces événements deviennent principalement festifs et commerciaux, sans grandes revendications politiques. La participation continue de baisser, n'attirant que quelques milliers de personnes entre 1986 et 1990. En 1987, alors que le sida domine l'actualité, les revendications politiques reprennent de l'importance, mais le nombre de manifestants reste limité à environ 3 000. Malgré la mobilisation, la participation aux événements ne dépasse pas 5 000 personnes, et la société française devient plus méfiante envers la communauté homosexuelle, associée à l'épidémie de sida.
En 1989, l'association Act-Up est fondée à Paris pour lier la lutte contre le sida à la cause homosexuelle. Lors de la Gay Pride de 1989, celle-ci organise un die-in marquant. Après cela, les autorités publiques allouent des fonds et lancent des campagnes de prévention contre le sida. Cette période offre une visibilité sans précédent à la communauté homosexuelle.

### Années 1990
Dès 1990, le mouvement homosexuel entre dans une période où les associations se spécialisent davantage. Un écart se développe entre les hommes homosexuels et les lesbiennes, avec une lutte pour la liberté qui tend à privilégier l'identité gay au détriment des autres. La participation à la marche de la fierté LGBT à Paris chute à 1500 participants, ce qui est peu pour une capitale.
En 1991, un collectif incluant des associations, des commerces et des médias se forme sous le nom « Gay Pride » dans le but de revitaliser et de donner plus de visibilité à l'événement. Leur effort porte ses fruits avec 6 000 personnes se rassemblant cette année-là.
En 1993, le nombre de manifestants atteint 10 000, se concentrant sur la lutte contre le sida et la promotion du contrat d'union civile, précurseur du PaCS. De grandes villes régionales suivent, telles que Rennes et Marseille en 1994, Nantes, Montpellier, Toulouse en 1995, Lyon, Lille, Bordeaux, Grenoble, Cannes, Aix-en-Provence en 1996.
En 1995, le collectif Interpride France est créé pour coordonner les marches de la fierté LGBT dans différentes villes françaises. Un changement terminologique mineur a lieu : l'expression « gaypride », considérée comme trop axée sur les hommes, cède la place à « Lesbian & Gay Pride », un terme plus inclusif. Ainsi, la communauté LGBT continue de s'organiser et de se structurer.

#### Hausse de fréquentation

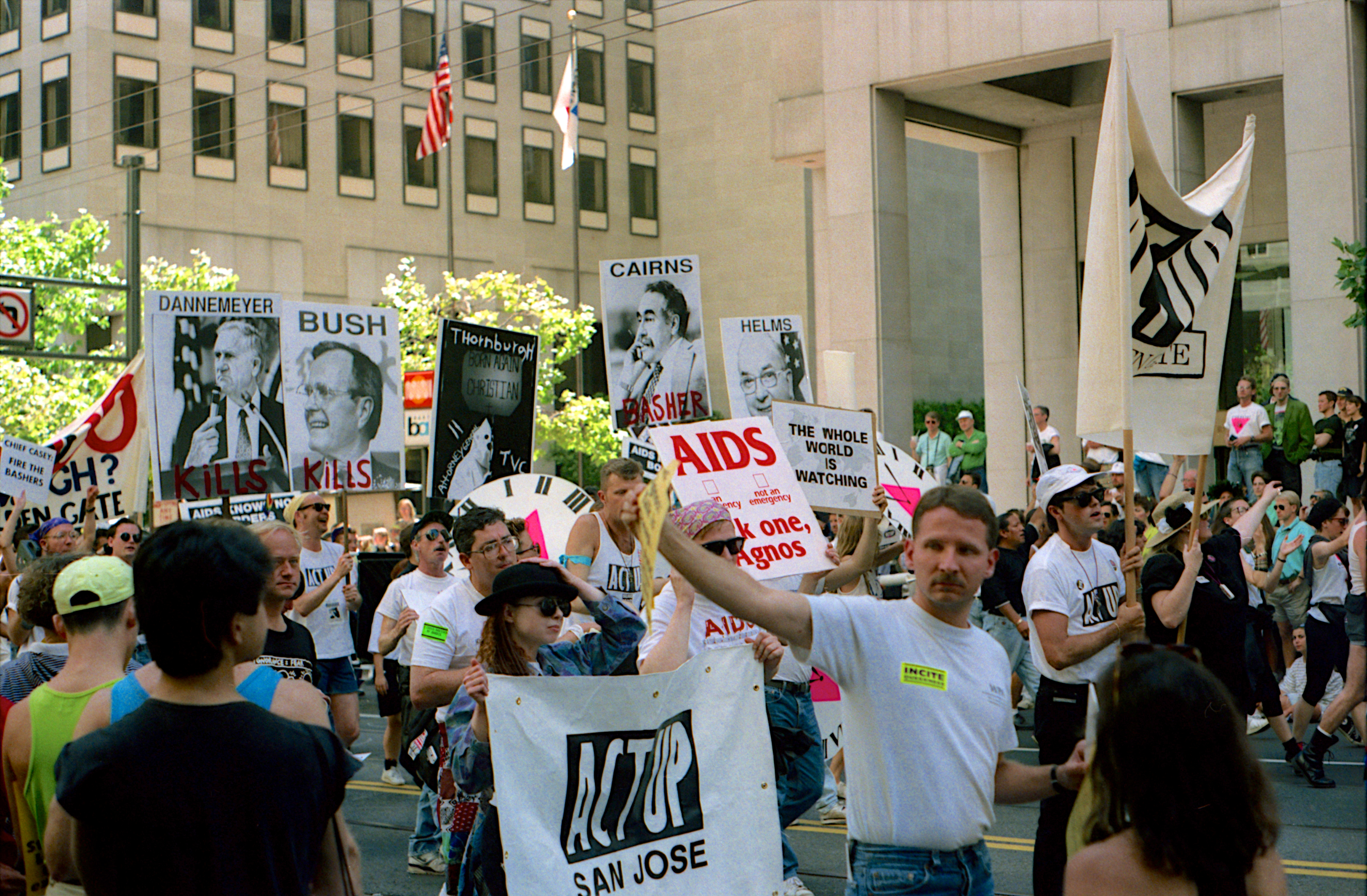
Pride de 1991 avec Act-Up, à San Francisco.

À Paris, Act-Up joue un rôle actif dans les manifestations LGBT avec son slogan emblématique « silence = mort ». Les Gay Pride attirent de plus en plus l'attention du milieu politique, avec la participation, pour la première fois, de personnalités, telles que la ministre de l'Aménagement du territoire et le président de l'Assemblée nationale aux marches.
Dès 1993, de nouvelles revendications émergent dans les défilés de la fierté LGBT, incluant l'égalité dans le mariage, l'adoption, la procréation médicalement assistée (PMA), ainsi que les droits des personnes transgenres et intersexes.
En 1995, la marche parisienne attire 80 000 participants. L'année suivante, en 1996, le nombre de participants augmente pour atteindre 120 000.
En 1997, Paris organise l'Europride, rassemblant environ 300 000 personnes venant de toute l'Europe, avec un défilé se terminant place de la Bastille. La lutte contre les LGBTphobies et la lutte contre le sida demeurent des revendications centrales pendant les marches.

### Années 2000

#### Mouvement inter-associatif LGBT & naissance de la Marche des fiertés
Au début des années 2000, une nouvelle configuration inter-associative émerge sous l'acronyme LGBT, respectant la nécessité fondamentale d'affirmer l'identité des différents groupes tout en trouvant un terrain d'entente dans la lutte commune pour l'égalité. La parade de juin se présente comme un sommet de cette unité.
En mai 2000, les associations LGBT nationales et régionales, réunies sous le collectif Lesbian & Gay Pride Île-de-France, rédigent un nouveau Livre blanc qui prend en compte l'histoire du mouvement et sert de charte opératoire pour l'avenir. La Marche de juin se révèle être un événement majeur, offrant une visibilité essentielle à des causes spécifiques qui, autrement, auraient du mal à émerger.
En 2001, à la suite de l'enregistrement du nom de la marche en tant que marque commerciale par SOGIFED, l'événement est rebaptisé Marche des Fiertés. Ce changement de nom souligne encore davantage son engagement dans la lutte contre les discriminations basées sur l'orientation sexuelle ou l'identité de genre, ainsi que sa promotion des droits humains et des libertés fondamentales.

#### 2000-2001: Visibilité politique et passage à l'institutionnalisation
En 2000, la Lesbian and Gay Pride se transforme en une arène politique, particulièrement en vue des élections municipales de 2001. Cela est illustré par la représentation de Philippe Séguin (RPR) à la parade. Le Parti socialiste et les Jeunes socialistes y déploient même leur propre char. Le défilé réunit 200 000 personnes selon la Préfecture.
En 2001, le maire de Paris, Bertrand Delanoë, participe à la marche, marquant une première pour une telle figure institutionnelle. Ce changement s'accompagne d'une diversification des thèmes de la célébration, s'ouvrant aux personnes ne s'identifiant pas strictement aux catégories gay et lesbienne, et abordant des sujets comme les nouvelles formes familiales, concernant également les hétérosexuels. Le défilé réunit 500 000 personnes.
En 2002, le défilé réunit 500 000 personnes selon la police et 650 000 selon les organisateurs. 
En 2003et 2004, près de 700 000 personnes ont défilé.

##### Gay Pride ou Marche des Fiertés? Un débat sur la terminologie
Le terme Marche des Fiertés apparaît en France en 2001 à la suite d'un litige entre l'Inter-LGBT, l'association qui organise actuellement l'événement, et la SOGIFED, maintenant connue sous le nom de Connection, l'organisateur antérieur. Celle-ci a déposé le nom Lesbian & Gay Pride, et son utilisation est susceptible de créer un conflit.
Certaines associations, particulièrement en région, critiquent parfois la commercialisation de l'histoire du mouvement liée à la revendication des termes gaypride ou pride. En France, aucune manifestation ne peut employer ceux-ci sans l'autorisation de la société Connection, sous peine de litige juridique. Cependant, elle ne semble pas exploiter commercialement ces termes, mais plutôt chercher à les protéger pour prévenir toute utilisation inappropriée,.
Dans la pratique, le terme Gaypride est quasiment abandonné. L'appellation la plus répandue en France est désormais Marche des fiertés, bien que certains utilisent simplement le terme Pride,.

### Années 2010

#### Juin 2010
En 2010, selon la préfecture de police, 99 000 personnes participent à la Marche, tandis que les organisateurs estiment ce nombre à 800 000.
Cette année, la Marche des Fiertés se révèle d'une grande ampleur, avec la présence de 86 organisations variées, depuis le Gai moto club jusqu'à l'Association des médecins gais, en passant par des groupes comme Aides, Act Up et Les oubliés de la mémoire. De nombreux partis de gauche et syndicats sont également présents, ainsi que Flag, l'association des policiers gays et lesbiens, et Gaylib, l'association des homosexuels de l'UMP.

#### Juin 2011: en marche pour l'égalité
Le slogan politique de la Marche des Fiertés du samedi 25 juin 2011 est « Pour l’Égalité ; en 2011 je marche, en 2012 je vote » ; cet événement représente une opportunité pour inciter les candidats à l'élection présidentielle française de 2012 à prendre exemple sur le Sénat de New York, qui vient d'approuver le mariage homosexuel.

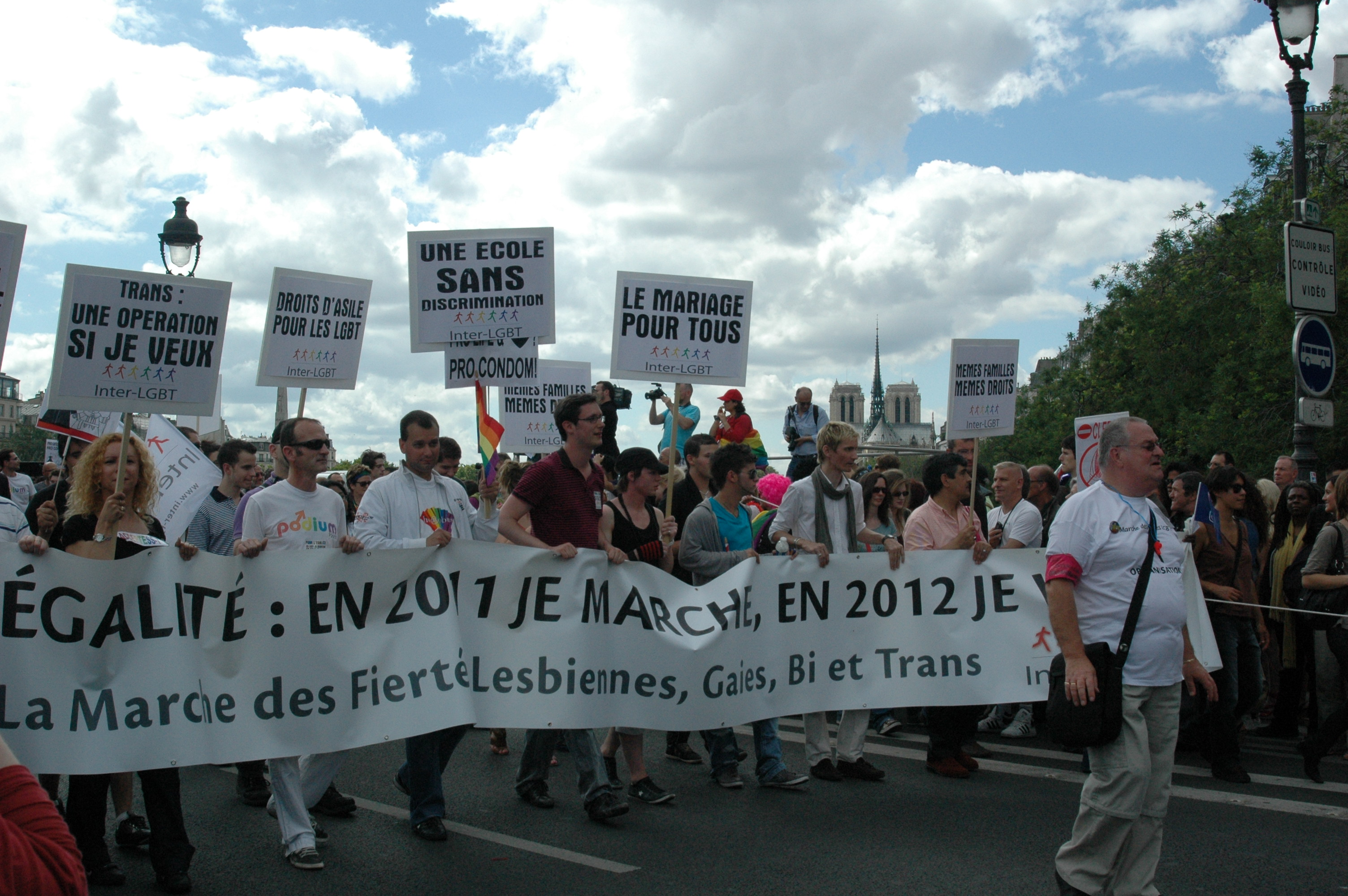
Marche des Fiertés 2011.

Nicolas Gougain, en tant qu'organisateur principal et porte-parole de l'Inter-LGBT, orchestre l'événement.

#### Juin 2012: mobilisation pour le mariage gay

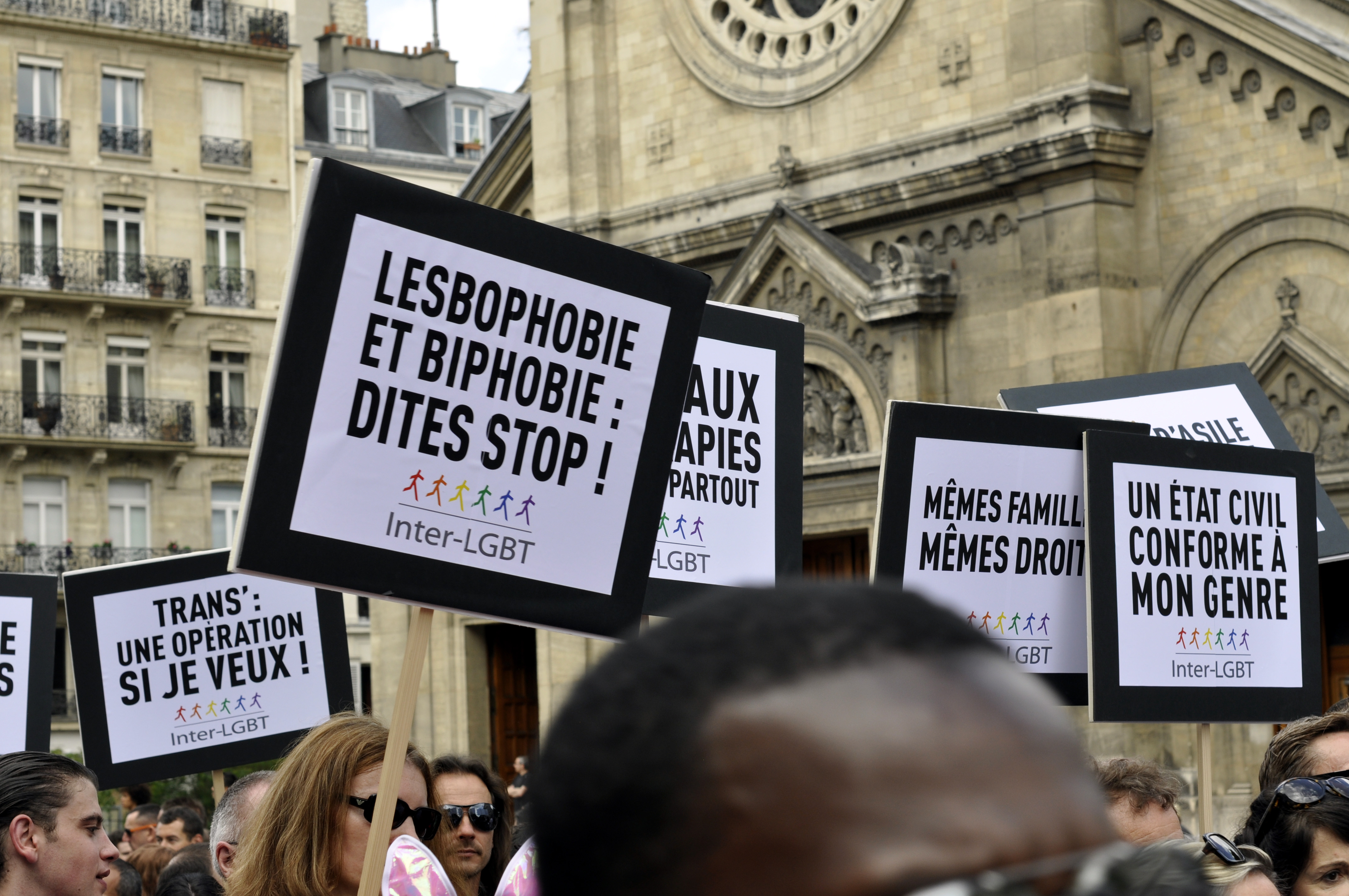
Banderoles présentes lors de la Marche des Fiertés en 2012.

Le 30 juin 2012, à l'initiative de l'Inter-LGBT, une Marche des Fiertés réunissant 500 000 personnes selon les organisateurs et 60 000 selon la police, se déroule à Paris. Cette marche vise à rappeler au président François Hollande, élu le 6 mai 2012, ses engagements de campagne concernant la légalisation du mariage homosexuel.
Vendredi soir, le Premier ministre Jean-Marc Ayrault annonce que le droit au mariage et à l'adoption sera accordé à tous durant le nouveau quinquennat. Symboliquement, la ministre de la Famille, Dominique Bertinotti, marche en première ligne, aux côtés du maire de Paris, Bertrand Delanoë, et de l'acteur Charles Berling, derrière la banderole « L’égalité n’attend plus ».
L'association Le Gai Moto Club (GMC) ouvre le cortège, suivi de près par 80 associations participent, dont les Gais Retraités, Embrayage (personnel LGBT de PSA Peugeot Citroën), David et Jonathan, et Gay Lib (associé à l’UMP). La loi autorisant le mariage homosexuel sera finalement promulguée le 17 mai 2013.

#### Juin 2013: célébration du mariage pour tous
La Marche des Fiertés se déroule le 29 juin 2013 un mois après la célébration du premier mariage entre personnes du même sexe en France. Pour l'occasion, plusieurs dizaines de milliers de militants et d'alliés à la cause homosexuelle défilent dans les rues de Paris.
Sur fond de musique techno, le cortège démarre depuis la place du 18-Juin-1940, à proximité de la gare Montparnasse. Il traverse le centre de Paris en direction de la place de la Bastille, de l'autre côté de la Seine, où un concert est prévu. Parmi les participants, plusieurs figures politiques de gauche sont présentes, notamment Bertrand Delanoë, le maire socialiste de la ville, et Cécile Duflot, la ministre écologiste du Logement. Ils marchent derrière une grande banderole proclamant : « LGBT, allons au bout de l'égalité ».

#### Juin 2017: une marche pour la PMA sous haute surveillance
La Marche des Fiertés 2017, célébrant son 40e anniversaire, arbore le slogan « La procréation médicalement assistée pour toutes, sans conditions ni restrictions, dès maintenant ». L'Inter-LGBT a sélectionné ce mot d'ordre en réaction aux propos d'Emmanuel Macron pendant sa campagne présidentielle, où il s'est prononcé en faveur de l'extension de la PMA aux couples de lesbiennes et aux femmes célibataires.
En raison de l'état d'urgence, le défilé est sous surveillance renforcée par la police ainsi que par 250 bénévoles pour garantir la sécurité du parcours de 4,7 kilomètres. Celui-ci débute depuis la place de la Concorde. Un concert est prévu sur la place de la République pour clôturer l'événement. 

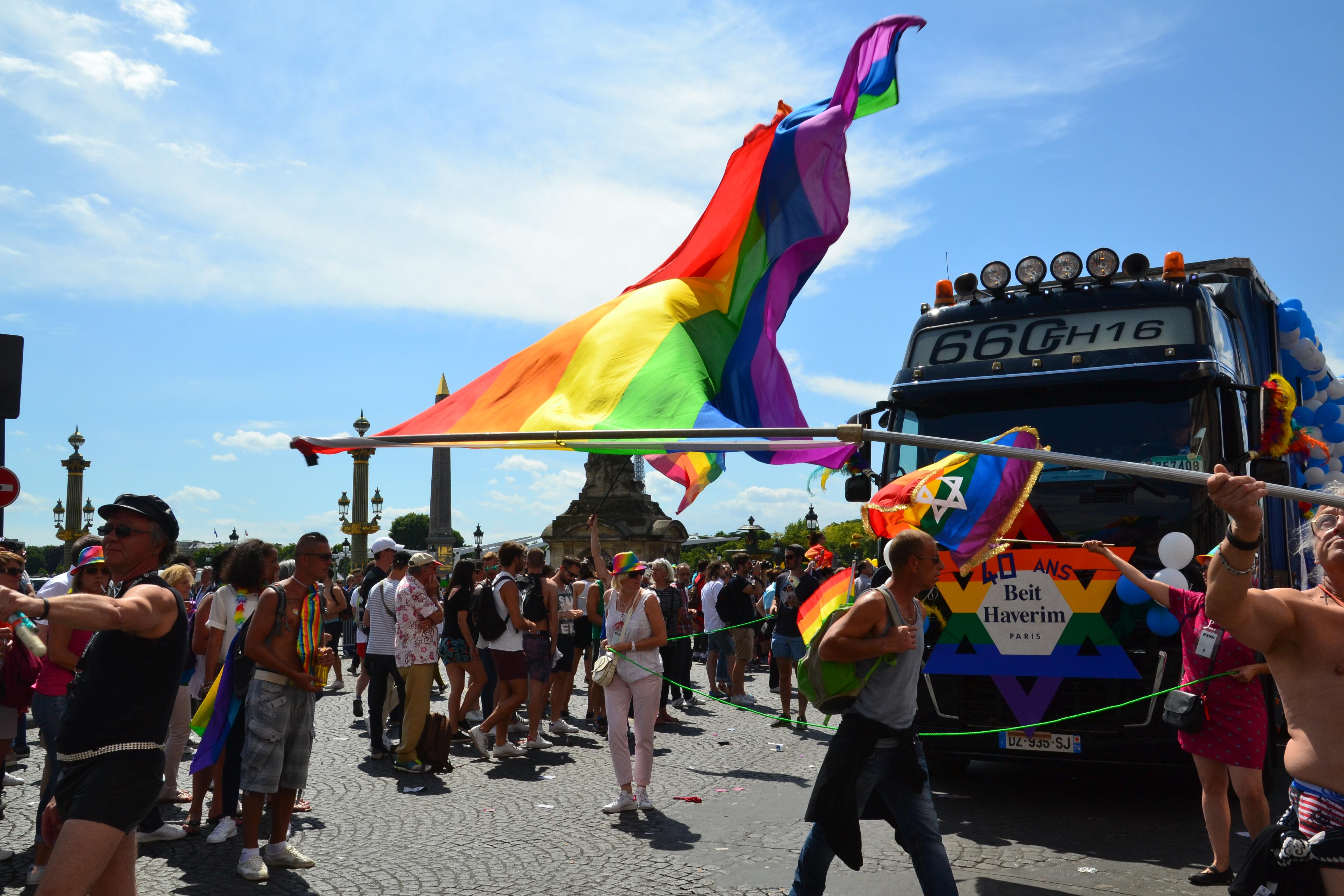
Pride 2017 à Paris.

Dix jours après la présentation du rapport Paris, ville phare de l'inclusion et de la diversité par Jean-Luc Romero-Michel, adjoint de la mairie du 12e arrondissement, Anne Hidalgo et son premier adjoint, Bruno Julliard, se joignent à la marche.
Il y a 88 associations et organisations présentes avec des chars équipés de sono, dont deux associations qui luttent contre les LGBTphobies au sein de leurs entreprises : Personn'Ailes d'Air France et Mobilisnoo, le réseau LGBT d'Orange.

#### Juin 2018: en marche contre les discriminations dans le sport
La Marche des Fiertés de 2018, démarre le 30 juin depuis la place de la Concorde et traverse des lieux emblématiques de Paris. Il y a 80 chars présents, chacun représentant une organisation différente. La mairie de Paris présente pour la première fois son propre char. L'Inter-LGBT, en collaboration avec HandiQueer, propose un char spécialement conçu pour les personnes à mobilité réduite. Un char dédié aux lesbiennes et aux personnes transsexuelles, une initiative inédite, se joint également au cortège pour renforcer leur visibilité.
Cette année, l'Inter-LGBT adopte le slogan : « Les discriminations au tapis, dans le sport comme dans nos vies ! ». L'association souligne son engagement contre les discriminations et les violences que subissent les personnes LGBTQI+, tant dans le monde sportif que dans leur vie quotidienne. Cet évènement est marqué par des revendications fortes et diversifiées. SOS homophobie, avec son slogan « PMA, l'égalité n'attend pas ! », met l'accent sur l'urgence d'un débat parlementaire sur la procréation médicalement assistée. Parallèlement, Act Up critique sa position en fin de cortège et dénonce le « pinkwashing » de certaines marques comme Mastercard et Tinder.
Outre ces revendications, le cortège soulève plusieurs points clés :[non neutre][source détournée]
- La lutte contre le pinkwashing et le capitalisme, avec un appel à une Pride antiraciste, anticapitaliste et féministe[24].
- La représentation et la visibilité accrues des minorités au sein de la communauté LGBT+, notamment des personnes « queer et trans racisées »[24].
- La nécessité de reconnaître l'existence des personnes LGBT+ issues de diverses ethnies et religions, confrontées à une double discrimination[24].
- La contestation de la dépolitisation de la Marche des Fiertés, et le recentrage sur des enjeux tels que les droits des trans, la lutte contre le sida et la PMA[24].
- La critique de l'homophobie structurelle et la nécessité d'aborder des sujets plus profonds que l'homophobie dans le sport[24].

L'événement comprend également un grand podium, où se tiennent des discours et des concerts d'artistes tels que Kiddy Smile, Arnaud Rebotini, Rebeka Warrior, Gang Bambi et Rag. Encadré par près de 300 bénévoles, l'événement bénéficie d'un dispositif de sécurité important.

##### Drapeau arc-en-ciel déchiré
L'Assemblée nationale arbore pour la première fois les couleurs de l'arc-en-ciel à l'occasion de la Marche des Fiertés. Un individu, se revendiquant comme « militant d’extrême droite et anti-LGBT », arrache l'un des deux drapeaux sur le palais Bourbon en fin de soirée vendredi. Il est rapidement arrêté par la garde républicaine. À la demande de François de Rugy, président de l'Assemblée et initiateur de l'action, une plainte est déposée en conséquence de cet acte. Celui-ci précise que ce drapeau symbolise la lutte contre l'homophobie et l'égalité des droits, notant que ces combats ont souvent traversé l'Assemblée, parfois de manière houleuse, mais qu'aujourd'hui, ils tendent plutôt à unir.

#### Juin 2019: en marche pour la PMA & commémoration des émeutes de Stonewall

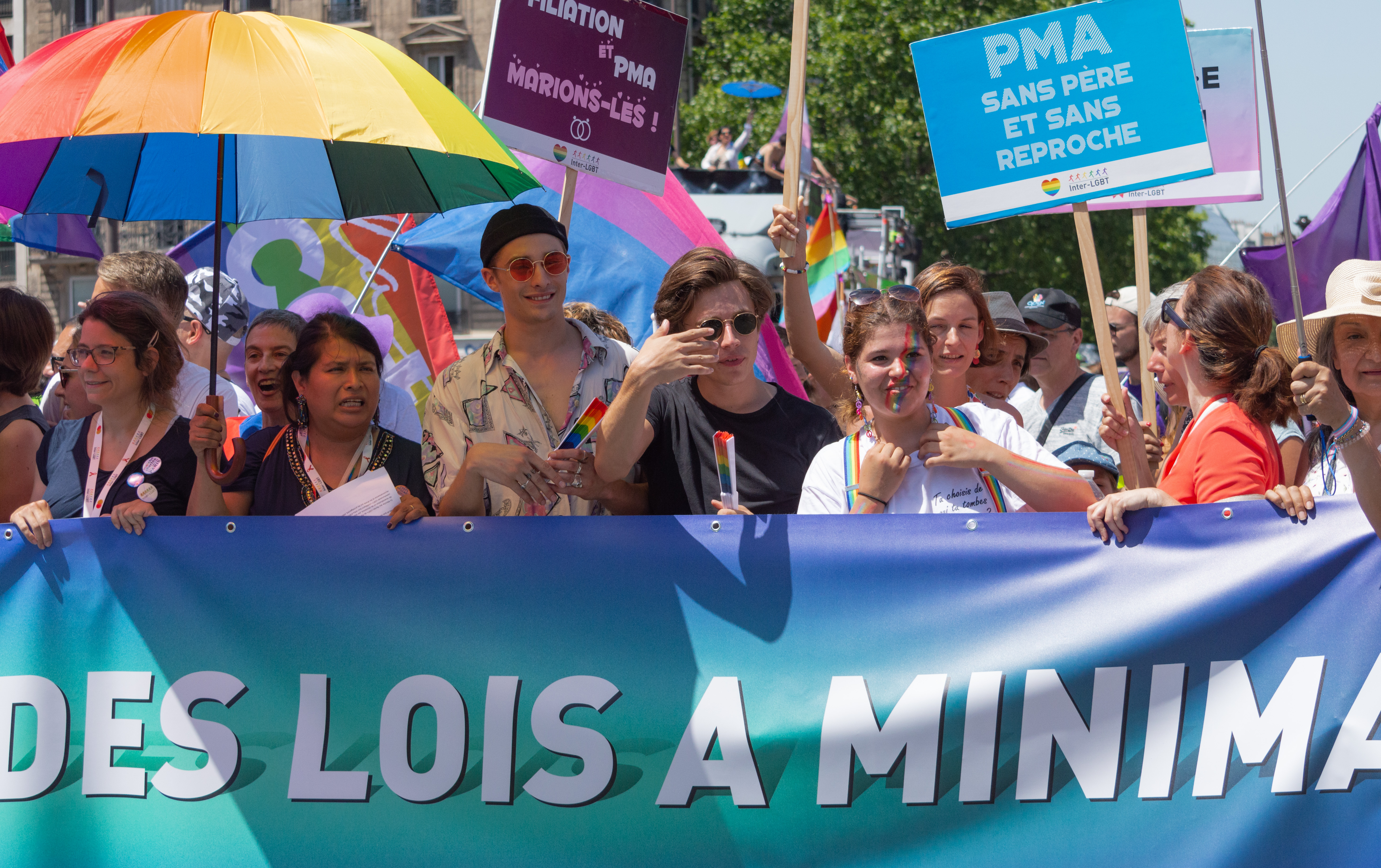
Cortège à la marche des fiertés 2019.

La Marche des Fiertés du 25 juin 2019, organisée par l'Inter-LGBT, met l'accent sur la Procréation médicalement assistée (PMA) pour toutes les femmes, en anticipation du projet de loi de bioéthique, qui sera présenté en juillet et examiné au Parlement à l'automne. Cet évènement commémore également les 50 ans des émeutes de Stonewall, un tournant majeur dans l'histoire des droits LGBT, marqué par six jours d'affrontements à New York en 1969 après une descente de police dans un bar gay, le Stonewall Inn.
Sur le parvis de la gare Montparnasse, juste avant le départ de la marche des fiertés, différentes organisations LGBT+ prennent la parole. Elles abordent des thèmes variés comme la PMA pour toutes, la filiation, l'anniversaire de Stonewall, la sécurité des personnes trans, la lutte contre le sida, et la présence d'Act-up, fondée il y a 30 ans. Le Collectif Intersexes et Allié.e.s livre un message contre la mutilation des personnes intersexes, affirmant que leur condition est une variation naturelle et non une anomalie à corriger.
En dépit de la canicule, la Marche des Fiertés de Paris attire 500 000 personnes. Dirigée par des personnalités notables dont Anne Hidalgo, la maire de Paris, et appuyée par plus de 90 organisations, elle voit en tête le collectif Les Goudou.e.s sur roues, suivie de près par les Femen, qui affichent des messages en faveur de la PMA en scandant : « Sortez nos sexes de vos états civils », « Nos enfants vont bien », « Filiation, PMA : marre des lois a minima ».
Des personnalités politiques telles que Jack Lang, Olivier Faure du Parti socialiste, et Marlène Schiappa, secrétaire d'État, se joignent à la foule, tout comme les candidats à la mairie de Paris Benjamin Griveaux, Cédric Villani de LREM et Gaspard Gantzer, témoignant de la portée de l'événement.
Un podium, érigé sur la place de la République, accueille des artistes tels que Léonie Pernet, Sönge, SSION et Bilal Hassani, qui se relaient sur scène pour des performances qui s'étendent jusqu'au soir.

### Années 2020

#### Juin 2020: pandémie
En raison de la crise sanitaire liée à la Covid-19, 2020 voit l'annulation de la Marche des Fiertés dans toute la France. À Paris, l'Inter-LGBT, contrainte de repousser l'événement initialement prévu pour le dernier week-end de juin, le reprogramme pour le 7 novembre 2020, pour finalement le convertir en un événement virtuel.

#### Juin 2021: reprise sous des conditions de crise sanitaire
La Marche des fiertés du 26 juin 2021 compte 500 000 participants selon les organisateurs. Le slogan de cette édition est « Plus de droits, moins de bla-bla ! Trop de promesses, on régresse ! ». 
En raison de la crise sanitaire, la manifestation adopte un format différent de celui des années précédentes. Il est possible de marcher, mais sans les chars habituels et sans podium à l'arrivée. Son itinéraire change également en partant de Pantin, en banlieue nord de Paris, pour mettre en avant le caractère francilien de l'événement.

#### Juin 2022: marche sous une sécurité renforcée
La Marche des Fiertés du samedi 25 juin 2022 a lieu sous une météo pluvieuse : c'est « une réussite en termes de mobilisation et de logistique », selon Matthieu Gatipon-Bachette, porte-parole de l'InterLGBT, l'entité chargée de l'organisation. Lors d'une interview avec Komitid, celui-ci met en avant les enjeux actuels de la marche, notamment l'importance de la question du genre face aux critiques de l'extrême droite, la précarité des personnes LGBTI+, et la nécessité de créer un centre d'archives LGBTI+ en France.
En réaction à l'attentat contre un bar gay à Oslo, des mesures de sécurité accrues accompagnent la marche ; elles restent en place dans le quartier du Marais. La marche, partant de la station de métro Michel Bizot, se termine par un concert à la place de la République, avec les artistes Bilal Hassani, Jennifer Cardini et Hot Body Choir à l'affiche.
Plus de 80 associations LGBTI+, syndicats et formations politiques sont présents durant l'évènement. Plusieurs personnalités politiques sont également présentes : Clément Beaune, ministre délégué chargé de l’Europe, Clémence Guetté, députée LFI, l'avocate Caroline Mécary et Jean-Luc Romero, adjoint à la maire de Paris. Des chars représentant des partis tels qu'Europe Écologie Les Verts, La France insoumise et Renew Europe, affiliés à la majorité présidentielle, sont également visibles.

#### Juin 2023: Pride sans chars et lutte contre les violences pour tous

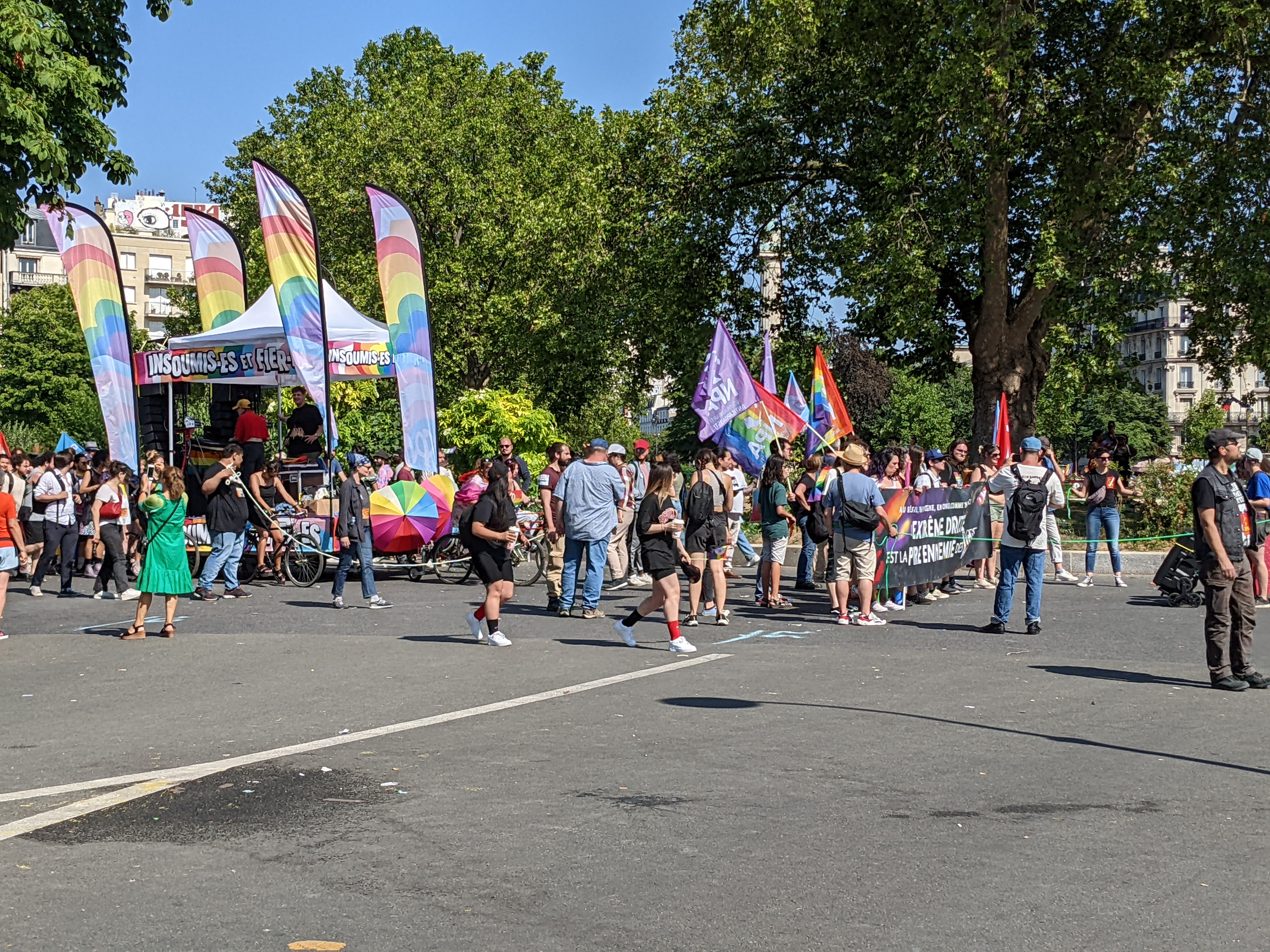
Marche des fiertés LGBT de Paris 2023.

La Marche des Fiertés a lieu le samedi 24 juin 2023 et débute à la place de la Nation. Le message de cette Pride est « Depuis 10 ans, mariage pour tous, depuis toujours, violences pour tou·te·s ». Le cortège emprunte le boulevard Diderot, l'avenue Daumesnil et le boulevard Beaumarchais, pour finir sur l'esplanade de la place de la République où la manifestation se conclut par une soirée gratuite avec des concerts et DJ set prévue jusqu'à 22h.
Dix ans après l'instauration du mariage pour tous, et face à une hausse des actes homophobes et transphobes rapportée par SOS Homophobie, la manifestation parisienne se rassemble à nouveau. Son objectif est de promouvoir l'égalité des droits et de combattre les discriminations, tout en revendiquant le droit de chacun à s'épanouir dans son identité corporelle, son genre, sa vie personnelle et familiale.
L'association Inter-LGBT qui organise le parcours a décidé de supprimer les chars de la Marche des Fiertés, sauf pour les personnes à mobilité réduite, citant des raisons écologiques, de sécurité et le désir d'une égalité de visibilité pour toutes les associations, selon la coprésidente de l'association, Elisa Koubi,. La manifestation compte cependant un petit train électrique, des vélos-cargos et des tuk-tuks utilisés pour transporter banderoles et enceintes, assurant ainsi la diffusion de la musique.
Un grand podium est installé sur la place de la République pour des concerts et performances d'artistes LGBT+, dont Madame Arthur et Soa de Muse, célèbre pour sa participation à la première version française de Drag Race.

#### Juin 2024: Une marche politique
La marche a lieu le 29 juin 2024. Dans le contexte des élections législatives françaises de 2024, la manifestation se concentre sur la mise en avant de la transphobie et de la hausse des actes de discrimination LGBTphobes,. L'autrice Léane Alestra accuse le service d'ordre du collectif Eros fondé par l'influenceur Yohan Pawer de l'avoir violenté. Ce dernier, accompagné par le journaliste Vincent Lapierre et la militante Mila Orriols proche du Collectif Némésis, est « enfariné » puis exclu de la manifestation. 

#### Juin 2025: Une affiche qui provoque la polémique

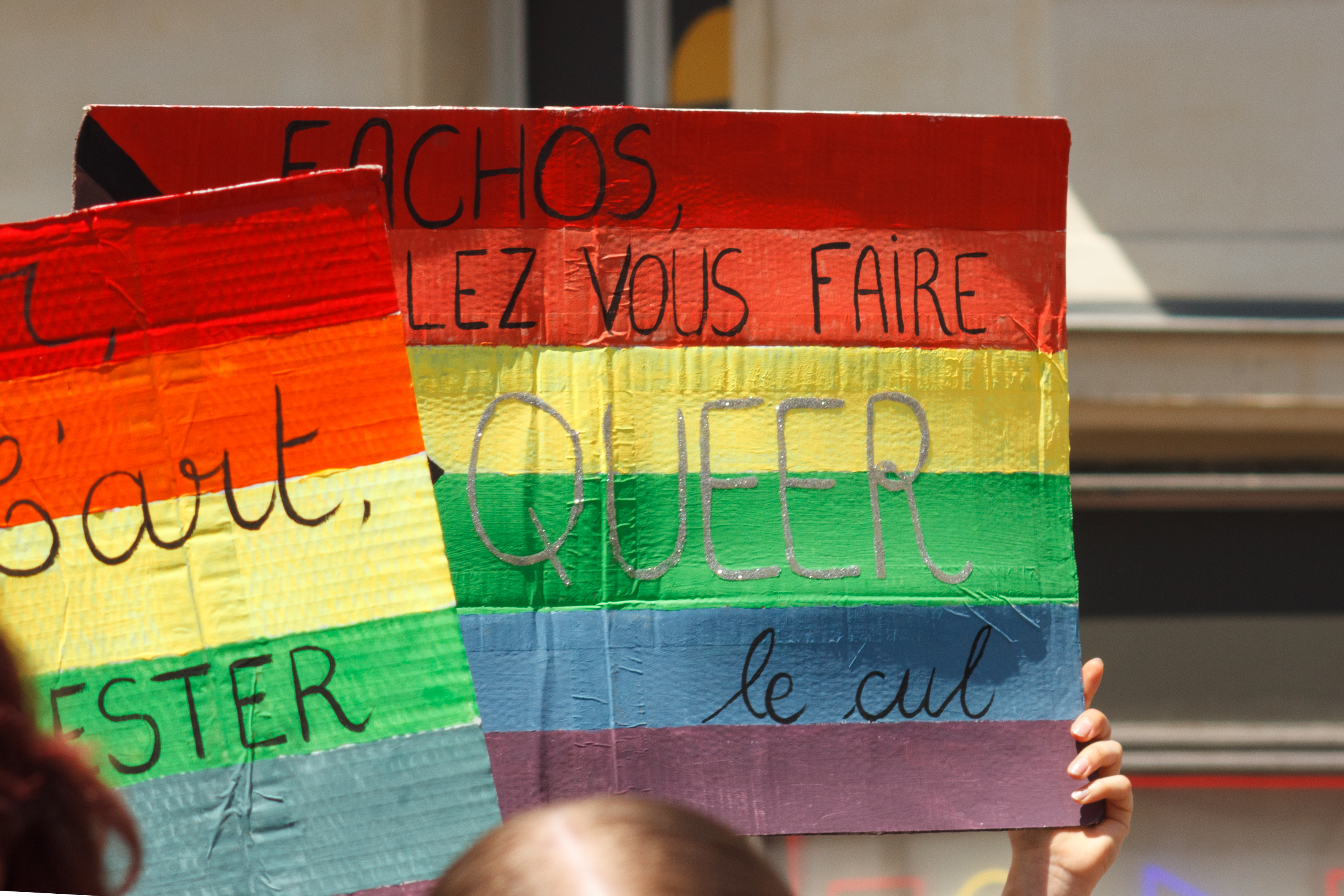
Pancartes lors de la Pride de 2025.

En juin 2025, l’affiche de la marche des fiertés déclenche une polémique. Plusieurs personnalités politiques de droite et du Rassemblement national se sont élevées contre une affiche qui présente notamment une femme voilée, un garçon qui attrape par la cravate un homme en noir et blanc avec un tatouage de croix celtique précisant son appartenance à la mouvance nationaliste d'ultra-droite, visiblement évanoui. Pour Valérie Pécresse, l’affiche « invite à la violence » et la Région Île-de-France annonce retirer sa subvention à l’Inter-LGBT pour l’année 2025, qui est à l’origine de l’affiche. La publication suscite également l’indignation du groupe juif gay et lesbien de France, Beit Haverim. À l’inverse, Jean-Luc Mélenchon exprime son soutien à l’association organisatrice. Selon Le Figaro, plusieurs figures de la défense des droits LGBT alertent sur la radicalisation de cette association. L’InterLGBT se défend en dénonçant des « contresens grossiers », précisant une « allégorie de l’internationale réactionnaire, mise en chaos technique », le sac n’a « rien à voir avec la Palestine, il représente le drapeau de la Hongrie et le drapeau de la Bulgarie où les prides sont interdites actuellement »,.
Plus tard dans le mois, une autre polémique éclate concernant la présence du collectif homonationaliste Eros fondé par Yohan Pawer, qui vise à s'imposer dans le cortège contre l'avis de l'équipe d'organisation et de l’ensemble des associations participantes. À la suite de cette polémique, Léane Alestra et divers personnalités comme Virginie Despentes, Anna Mouglalis et Ian Brossat ou l’influenceur Bilal Hassani signent une tribune dénonçant la participation du collectif dans Le Monde.
Le soir du 28 juin 2025, l'équipe d'organisation annonce une participation de 500 000 personnes. Selon une journaliste sur place, le collectif Eros a rassemblé une quinzaine de personnes à l'écart de la marche.